# Elle Ukraine
Elle Ukraine — українське видання французького жіночого журналу Elle, що виходить в Україні з 2001 року. Сукупна аудиторія станом на 2016 рік складала 1 401 000 осіб. Відвідуваність порталу видання у травні 2020 року склала 814 000 візитів.

## Історія
Жіночий глянець «Elle Україна» про моду та стиль життя було засновано в Києві у 2001 році видавничим домом французької медіакомпанії Lagardère та запущено компанією «Ашет Філіпакі Шкульов-Україна», на той час дочірнім підприємством російського видавничого дому Hachette Filipacchi Shkulev. Перший номер журналу вийшов у тому ж році. Героїнею обкладинки дебютного, квітневого випуску стала американська актриса та модель Ума Турман.
У вересні 2008 року головним редактором призначено Соню Забугу, яка раніше очолювала відділ моди «Elle Україна». Колишнього головного редактора, Нану Морозову, переведено на позицію редакційного директора групи Elle в Україні.
6 березня 2012 року відбувся запуск elle.com.ua. Проєкт очолила Ганна Медведєва, випускаючий редактор журналу «Elle Україна». Через рік портал було перенесено на домен elle.ua.
Впродовж 20 років Elle в Україні випускав видавничий дім HS Ukraine, який до продажу Володимиру Помукчинському мав назву Hearst Shkukev Ukraine, і був українською філією російського видавничого дому Hearst Shkukev Media бізнесмена Віктора Шкульова. У травні 2021 року новим видавцем та організатором заходів Elle та Elle Decoration в Україні став видавничий підрозділ Domio Publishing однойменного українського дистриб'ютора предметів інтер'єрного дизайну.
На початку грудня 2021 року «Elle Україна» перейшов на українську мову. Перший україномовний здвоєний номер за грудень 2021 року та січень 2022-го прикрашає фотографія української моделі Христини Пономар з текстовими виносами на обкладинці українською “Початок нового ̶р̶о̶к̶у̶ життя” та “Перший українською”. Протягом кількох днів після публікації соцмережі Elle Ukraine продовжували вести російською мовою, проте після того, як 7 грудня редакція виклала цифрову обкладинку, Instagram видання теж перейшов на українську мову.
З початком Російського вторгнення в Україну випускати друковані версії видання «Elle Україна» стано неможливо. Редакція не припиняла своєї роботи та ухвалила рішення випускати нові номери в цифровому форматі. Через три тижні, у квітні 2022-го, редакція презентувала перший цифровий номер, що отримав назву Hope (укр. Надія) і, на відміну від попередніх, не був присвячений типовим для видання тем. На його обкладинці світлина Харкова Кирила Гончара, на якій зображено Майдан Конституції та будівлю з кав'ярнею із забитими після авіанальоту вікнами, на тлі якої харківська художниця Олександра Анісімова зобразила у вигляді ілюстрації душі містян, які загинули внаслідок російської агресії. Номер став доступний для безкоштовного завантаження у форматі PDF англійською та українською мовами на ресурсі elle.ua. У липні того ж року вийшов другий безоплатний цифровий номер з текстовими виносами “Виклики часу Жити! Боротися! Перемагати!” на обкладинці авторства Юлії Портарескул.  Обидва випуски стали своєрідним військовим часописом, який задокументував життя в Україні під час війни, і після запиту від читачів редакція видання вирішила випустити друковану версію. Перший друкований номер було презентовано у грудні того ж року. Він містить всередині підсумки пройдешнього року, а на обкладинці зображено президента України Володимира Зеленського разом з першою леді, з елементами культурної спадщини України та текстовими виносами “Stop war” та “Ukraine 2022”.
У травні 2023 року редакція презентувала перший у 2023 році друкований номер і перший випуск, в якому редакція намагається повернутися до концепції жіночого глянцю та анонсувала появу у точках продажу з 15 травня. Обкладинку прикрасила українська співачка Тіна Кароль, яка в інтерв'ю старшій редакторці «Elle Україна» Світлані Кравченко розповіла про музичну експансію, благодійність, культурну дипломатію тощо.

### Критика
Обкладинка ювілейного номера вересня 2021 року, присвяченого 20-тій річниці виходу видання в Україні, з дружиною президента Оленою Зеленською, містила світлину на якій у першої леді обрізано частину голови, а поруч помітно чиєсь плече, без решти цієї людини на фото.
У червні 2023 року читачі звинуватили видання в ейджизмі, через опублікований на ресурсі elle.ua 29 червня матеріал із заголовком “Як «правильно» старішати, або Чи є життя після 30 років?”. Після негативної реакції у мережі на недоречний заголовок та використання зображення з серіалу І просто так..., в якому демонструється життя жінок «50+», а не «30+», без жодних пояснень редакція перейменувала матеріал на “Чому «правильного» старіння не існує та як на його сприйняття впливають стереотипи”.

### Головний редактор
- Нана Морозова (2001—2008);
- Софія Забуга (з 2008 року).